# Bouvante
 Bouvante  es una población y comuna francesa, en la región de Ródano-Alpes, departamento de Drôme, en el distrito de Valence y cantón de Saint-Jean-en-Royans.

## Demografía
| 285 | 250 | 222 | 219 | 220 | 223 |
| Para los censos de 1962 a 1999 la población legal corresponde a la población sin duplicidades (Fuente: INSEE [Consultar]) |     |     |     |     |     |